# 歡樂英雄
《歡樂英雄》，古龍中期作品之一，書中描寫著重友誼、人性，不按時序而按事件性質安排故事，為類似章回小說般以事件為主的獨立篇幅小說。

《歡樂英雄》，天地圖書版本，1997年出版

## 主要人物
- 郭大路：本書主角，人如其名，是個很大路的人，個性單純、衝動，卻非常有義氣，外表看似粗魯愚蠢，內心卻有個赤子之心。武功很好廚藝亦佳卻沒耐心，因做任何工作都三分熱度而一貧如洗，而打劫富貴山莊不成，與王動結成好友。與燕七最愛鬥嘴，最後兩人成為夫妻。
- 王動：四人中的老大。整天躺在床上不願動，雖為富貴山莊主人，卻家徒四壁。惜話如金，開口總是結論。武功傳自父親王潛石，年少好動，初出江湖即因交上惡友，而被稱為「一飛衝天鷹中王」（四人各有一個名號），後來經歷過一些事情而躲避江湖，便躺在床上不愛動，但動起來時速度極快，曾以棉被制服追殺燕七其中一個仇家紅螞蟻、擊敗另一個仇家白螞蟻（螞蟻其實是五名侏儒，因燕七欠他們的債而追殺燕七）。之後昔日惡友尋仇上門，四人合力抵抗終至獲勝，最後與昔日情人紅娘子（為昔日惡友之一）成為夫妻。
- 燕七：自稱死了七次，所以為自己起名為燕七。其父為南宮醜，初以男裝示人，經常一個月中有好幾天出外，沒有人知道她做什麼。因為被螞蟻追殺而逃到富貴山莊，一天，她在路上「撿」了林太平回到富貴山莊。喜歡和郭大路抬槓後來愛上郭大路，郭大路卻偏大路的並無發覺燕七是個女子，之後燕七負氣回鄉陪父，郭大路千里歷經千辛萬苦（燕七所設下）終於娶得燕七為妻。
- 林太平：武林名宿陸上龍王之子，因為逃婚而離家出走，在落難時巧遇燕七，被燕七帶回富貴山莊，之後與其他三人住在富貴山莊，因對郭大路等人感到新奇，與三人結為好友。初次出現時作者古龍形容林太平「是個很秀氣、很纖弱，而且非常漂亮的人。若說燕七長得有點像女孩子，那麼他簡直就像是女孩子化裝的。他的嘴很小，就算用櫻桃小嘴來形容他也絕不過分」。雖然名為太平，但自從他來到富貴山莊後就沒有一天是太平的。母親為他選的未婚妻玉玲瓏為了追殺南宮醜而闖進富貴山莊時遇到他，被林太平羞辱後玉玲瓏憤而離去，後來愛上扮成賣花姑娘的她，最後終能在一起。

## 次要人物
- 南宮醜：燕七的父親，綽號劍底遊魂，因他逃過使長劍的『瘋狂十字客』劍下，臉上故而留下十字疤。好殺人，可因各種理由殺人，有時為了金錢，有時則純粹是心情。然而雖然南宮醜好殺人，但他很早就因傷引退江湖，但是江湖上卻有許多人打著他的名義做盡惡事，使之聲名狼藉。燕七如見到有人打著南宮醜之名行惡，便會偷偷去把他殺了。
- 梅汝男：外號酸梅湯，出身武學世家，與假扮成南宮醜的兄長「石人」梅汝甲為報仇而欺騙郭大路，後冰釋前嫌。曾喜歡扮成男裝的燕七。
- 玉玲瓏：林太平的未婚妻。長的絕美，五歲即練劍，九歲就出江湖殺了人，每個月要殺一人，但都是罪大惡極之人，所以在江湖上名聲極好，人稱「五姑娘」。雖然只有十五六歲，卻喜歡拿著龍杖裝老成。為了抓南宮醜（非真正南宫醜，乃冒名者），進到富貴山莊而遇上林太平，而被林太平氣走。後來扮成賣花女到富貴山莊找林太平，喜歡上林太平，並在陸上龍王面前表達自己對林太平的心意，兩人修成正果。
- 金大帥：武林名宿，財大氣粗，以黄金作彈丸，名為連珠彈，因而總被人以挑戰為名打生財主意。外觀粗獷但心思細密，看穿是燕七慫恿郭大路為了黃金而前來挑戰，為了捉弄郭大路而只射一個金彈丸，其餘的都是鐵彈丸。王動之父王潛石當年破了他的連珠彈，想再找王潛石較量，卻發現王潛石已逝。在發現平生最大競爭對手已過世後表示不再使用連珠彈一招。
- 衛夫人：林太平之母。和玉玲瓏之母為姊妹。為林太平安排與玉玲瓏的親事，林太平拒絕故而逃家，曾派人跟蹤郭大路和燕七，並以許多怪招逼郭大路與燕七說出林太平的下落，進而試探兩人是不是真的是林太平的好友，在發現郭大路和燕七對朋友忠貞不二後放兩人離去。
- 紅娘子：綽號救苦救難，其實心狠手辣，尤其是對男人。王動初出江湖時和王動交好，後來才發現紅娘子其實是赤煉蛇的情人，因為催命符喜歡紅娘子勾引男人才勾引男人然後殺害，王動知道後覺得自己被戲弄憤而與紅娘子分手。王動帶著當然他們一起賺的錢逃離回到富貴山莊後和赤煉蛇、催命符一起追到富貴山莊想把錢討回來，又為了錢設局殺了其他兩人，後被郭大路等人的友情感動，重新瞭解情感這回事而與王動重修舊好。

## 故事大綱
郭大路因為沒錢，便想盡方法去賺錢，包括去做廚師、鏢師和在街上耍拳，但都失敗。他只有去打劫，誤打誤撞來到富貴山莊，因為山莊沒有任何值錢的東西，他只好將佩劍典當，買酒回來跟王動喝。後來，燕七也到富貴山莊，在下雪的一天，她在路上「撿」了林太平回來。接著，開始了他們四個人物的故事了……
某一天，郭大路在山下的城鎮賣燒味的麥老廣有異動，後來發現他原來是名盜賊。剛巧，近幾天有幾名捕快進城…… 經過郭大路等人的調查，「捕快」其實是真正的主腦，經常假借捕快之名，將財物侵吞。
某天，富貴山莊附近有幾個稻草人，可是隨著日子過去，稻草人上有奇怪的標記，可是王動看到後，有一種奇怪的反應。原來王動過去曾經與紅娘子等人共闖江湖，後來王動受不了這種生活，才退隱富貴山莊。
郭大路發現自己特別注意燕七，而且燕七惱怒他了。但郭大路更懷疑自己是同性戀，王動與林太平其實早知道燕七是女子。他們故意讓郭大路誤以為自己是同性戀。後來郭大路誤打誤撞之下，進入一間小屋，看到一名神秘老人，身邊有一位女子。郭大路發現這位女子是燕七，終於消除自己的誤解，這名神秘老人原來是南宮醜，更是燕七的父親。

## 小說目錄
楔子：〈郭大路與王動〉、〈燕七與螞蟻〉、〈林太平〉
1. 元寶‧女人‧狗
2. 劍和棍子
3. 送不走的瘟神
4. 床底下的秘密
5. 麥老廣和他的燒鴨子
6. 菩薩和臭蟲
7. 殺人與被殺
8. 來路不明的書生
9. 郭大路的拳頭
10. 男人和貓
11. 南宮醜的秘密
12. 苦差
13. 郭大路的秘密
14. 誤會
15. 剝誰的皮
16. 林太平的秘密
17. 黑暗的地獄
18. 千古艱難惟一死
19. 柳暗花明
20. 王動的秘密
21. 心如蛇蠍的紅娘子
22. 稻草人的秘密
23. 最後一擊
24. 春到人間
25. 黃金世界
26. 生財之道
27. 金子與面子
28. 老狐狸與大醉俠
29. 金大帥
30. 金子與教訓
31. 金大帥的問題
32. 鬼公子
33. 神秘的南宮醜
34. 紫衣女
35. 冒名者死
36. 春去何處？
37. 同是天涯淪落人
38. 村姑
39. 盯梢的麻子
40. 龍王廟
41. 秘屋奇人
42. 前塵往事
43. 情人？仇人？
44. 人就是人